# Danis horsa
Danis horsa är en fjärilsart som beskrevs av Grose-smith 1898. Danis horsa ingår i släktet Danis och familjen juvelvingar. Inga underarter finns listade i Catalogue of Life.